# Prapłaziec
Prapłaziec, prapłetwiec południowoamerykański, płazak (Lepidosiren paradoxa) – gatunek słodkowodnej ryby z podgromady dwudysznych (przystosowana do oddychania tlenem atmosferycznym), jedyny przedstawiciel rodzaju Lepidosiren i rodziny płazakowatych (Lepidosirenidae), a także jedyna ryba dwudyszna Ameryki. 

## Zasięg występowania
Zasiedla rzeki i rozlewiska Brazylii i Paragwaju. Najliczniej występuje w zlewisku Amazonki.

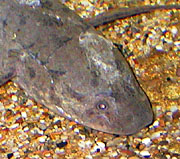
Głowa

## Charakterystyka
Ciało wydłużone, pokryte drobną łuską cykloidalną. Osiąga do 125 cm długości. Podczas pory suchej prapłaziec zakopuje się w mule, tworząc w nim rodzaj kieszeni, która go chroni. Nie wytwarza kokonu. Gdy zbiornik całkowicie wysycha ryba zapada w stan estywacji. 
Dorosłe osobniki żywią się roślinami i bezkręgowcami. Budują gniazdo w podłożu. Samiec opiekuje się ikrą i potomstwem. U młodych występują skrzela zewnętrzne zanikające po 6 tygodniach. 

## Znaczenie gospodarcze
Prapłaziec jest lokalnie poławiany dla mięsa.